# ¿Qué está haciendo Internet con nuestras mentes? Superficiales

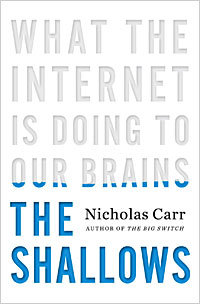
"The Shallows: What The Internet Is Doing To Our Brains". Libro escrito por Nicholas George Carr.

Superficiales: Lo que Internet está haciendo con nuestras mentes (título original en inglés The shallows: What the Internet Is Doing to Our Brains, publicado en Reino Unido con el nombre The Shallows: How the Internet Is Changing the Way We Think, Read and Remember) es un libro escrito por Nicholas George Carr. En inglés fue publicado por primera vez en 2010 por la editorial W. W. Norton & Company y en español fue publicado en 2011 por la Editorial Taurus.
El libro desarrolla en más profundidad el argumento que ya expuso el autor en el artículo ¿Está Google haciéndonos estúpidos? que apareció en 2008 en el anuario de la revista The Atlantic.
El libro apareció en la lista de superventas del New York Times en la categoría de no ficción y fue nominado en 2011 para el Premio Pulitzer en la categoría de no ficción. Ha sido traducido a 17 idiomas.

## Argumento
El libro explora los efectos que el uso intensivo de las tecnologías de la información tienen en nuestra inteligencia y en la cultura. El principal argumento de Carr es que Internet puede tener efectos perjudiciales en el pensamiento que dañan la capacidad de concentración y contemplación. Esto provoca un déficit en la capacidad de almacenamiento de hechos en la memoria y en el procesamiento de la información. Para llegar a esta conclusión Carr se basa en la historia de la humanidad, el sentido común, impresiones personales y en estudios neurobiológicos y psicológicos.

### Prólogo. El perro guardián y el ladrón
En el prólogo se introduce el pensamiento de Marshall McLuhan.
Marshall McLuhan ya en 1964 declaraba que las nuevas tecnologías de comunicación del momento influían no solo a través del mensaje (el contenido que transmiten) sino que también el medio de comunicación en sí mismo, a largo plazo, influía, y en grado más importante, en nuestros actos y pensamientos. Aseveraba que el medio nos moldea lo que vemos y cómo lo vemos, alterando los patrones de percepción y con el tiempo, si lo usamos suficientemente, nos cambia como individuo y como sociedad. Esta influencia es continua y no perceptible por el individuo ya que éste está ocupado en analizar y procesar la información que se le transmite.

### Capítulo 1. Hal y yo
En este capítulo el autor explica la sensación que tienen muchos individuos que usan intensamente las tecnologías de la información de que su mente está cambiando. En concreto les cuesta más concentrarse largo tiempo en la lectura, son más propensos a distracciones y aumentan su impaciencia cuando se topan frente a argumentos largos. Carr afirma que Marshall McLuhan estaba en lo correcto y las nuevas tecnologías hacen que nuestra mente espere absorber información de la manera en que se distribuye mediante esas tecnologías.  Por eso nuestra forma lineal de pensamiento, calmada, concentrada y sin distracciones, típico de la cultura transmitida a través de los libros, está siendo desplazada por una nueva clase de mente que recibe y disemina información en estallidos cortos y descoordinados.

### Capítulo 2. Los caminos vitales
En este capítulo Carr comenta lo que se conoce sobre el funcionamiento del cerebro.
El cerebro básicamente está formado por células específicas (neuronas) las cuales tienen núcleos centrales (soma), que desempeñan funciones comunes a todas las células, y también dos tipos de apéndices a modo de tentáculos (los axones y las denditras). Un cerebro humano tiene unos 100 mil millones de neuronas. Las neuronas tienen muchas formas y muy distintas longitudes. Una neurona suele tener muchas dendritas aunque solo puede tener un axón. Tanto las dendritas como los axones pueden tener una gran cantidad de ramas y terminaciones sinápticas.
Cuando una neurona se activa, un impulso fluye desde el soma a la punta del axón donde se desencadena la liberación de unas sustancias químicas (neurotransmisores como el ácido glutámico, inhibidores como el ácido γ-aminobutírico así como moduladores como la serotonina (generada por las interneuronas), dopamina, testosterona y los estrógenos) que se adhieren a la dendrita de una neurona vecina, provocando o suprimiendo un nuevo impulso eléctrico. A esto se le llama sinapsis y es la forma en que las neuronas se comunican entre sí. Cuanto más neurotransmisores más se refuerza la conexión sináptica prolongando la actividad eléctrica en las neuronas vinculadas.
Nuestros pensamientos, recuerdos y emociones nacen de estas interacciones entre neuronas. A la medida que la experiencia se repite los enlaces sinápticos entre las neuronas se hacen más fuertes y abundantes mediante cambios fisiológicos (Ej. liberación de altas concentraciones de transmisores) y/o anatómicos (Ej. generación de nuevas neuronas o desarrollo de nuevas terminaciones sinápticas en axones y dendritas ya existentes). Análogamente también pueden debilitarse sobre la base de nuevas experiencias. Nuestros genes especifican muchas de las conexiones entre neuronas formando plantillas innatas. Nuestras experiencias regulan el vigor de las conexiones lo que permite la remodelación de la mente y de los patrones de comportamiento. Todas estas aseveraciones han sido comprobadas con experimentos como los de Eric Kandel con babosas marinas o los de Michael Merzenich sobre los nervios extirpados.
El cerebro es plástico (plasticidad neuronal). Esto quiere decir que podemos constituir nuevos circuitos neuronales a lo largo de nuestra vida y los antiguos pueden fortalecerse, debilitarse o extinguirse por completo. Además cuando unas neuronas pierden total o parcialmente su utilidad estas se reorganizan aprovechando los recursos destinados a las viejas habilidades para realizar las nuevas que se practican en su lugar, las cuales no tienen porque ser mejores. De esta forma las neuronas se adaptaban a la actividad para la que estemos utilizando el cerebro, adaptando su estructura. La plasticidad disminuye a medida que envejecemos pero nunca desaparece.
Una vez que hemos 'cableado' un circuito en nuestro cerebro anhelamos mantenerlo activo. Esto nos permite ser cada vez más eficientes, pero también nos va encauzando en comportamientos cada vez más rígidos. Esto no tiene por qué ser deseable y puede ser la causa de algunas patologías como la depresión o el trastorno obsesivo-compulsivo.

### Digresión sobre qué piensa el cerebro cuando piensa acerca de sí mismo
Carr explica  lo que pensaban Aristóteles y Descartes sobre el funcionamiento del cerebro. También explica nuestras reticencias a asimilar que las impresiones que nuestro cerebro registra como sensaciones y almacena como recuerdos, dejan huella en nuestra propia estructura. Estas reticencias son consecuencia de la consideración de que si lo aceptáramos, estaríamos poniendo en tela de juicio la propia integridad de el yo.

### Capítulo 3. Las herramientas de la mente
En este capítulo Carr explica como distintas herramientas han influido en la mente de los hombres y de la sociedad en su conjunto.
En este ámbito las herramientas las más importantes han sido:
- El mapa

El proceso intelectual de transformar la experiencia en el espacio en una abstracción del espacio representa una revolución de los modos de pensar. Estos avances no solo reflejan el desarrollo de la mente humana, además ayudaron a impulsar y popularizar esos mismos avances intelectuales que documentaban. Esto se debe a que difunden la manera que el autor del mapa tiene de percibir y dar sentido al mundo. Cuanto más se consultan mapas más se entrena nuestra mente para comprender la realidad basándose en ellos.
- El reloj

Antes de la segunda mitad de la Edad Media el tiempo era un flujo continuo y cíclico. A partir de ahí empezó a ser necesario dividir el día en una secuencia de actividades reglamentadas. Los primeros fueron los monjes Benedictinos los cuales estaban obligados a realizar siete misas a horas especiales del día. A medida que la gente se trasladó del campo a la ciudad (trabajando en mercados, talleres y fábricas) los días se segmentaron cada vez más finamente de forma que permitiera el funcionamiento coordinado de las ciudades. Esto convirtió al reloj en un acicate para la realización personal y la productividad. Por otro lado, al dividir el tiempo en distintas unidades de igual duración, en nuestra mente se promovió el trabajo mental de la división y la medición. De esta forma se alumbra el espíritu moderno de la mente científica y el hombre de ciencia.
- Nuevas herramientas para la caza, agricultura, metalurgia y medicina

Este tipo de herramientas permiten nuevas formas de vivir. La civilización tiene su forma actual gracias a las tecnologías que ha acabado utilizando.
- La lectura y la escritura

El lenguajes es innato a nuestra especie. Sin embargo, leer y escribir no. Se requiere de educación y práctica. Inicialmente reservado a una élite, para extenderlo a las masas fueron necesarias tecnologías que facilitaran el acceso a las obras escritas. Cuando se aprenden estas dos técnicas se ha cambiado el sistema neurológico de la persona. Además, se ha comprobado que los circuitos neuronales serán distintos dependiendo del idioma que se utilice. Por ejemplo se ha comprobado que los circuitos cambian si el idioma tiene símbolos logográficos (Ej. el Chino) o símbolos fonéticos (Ej. el español o el inglés). Dentro de los idiomas que usan símbolos fonéticos se ha comprobado que hay diferencias entre los idiomas en los que la pronunciación no es evidente a partir de la escritura y en los que sí.
Por otro lado la cultura oral es menos profunda que la cultura escrita. Las razones más importantes para ello son que el texto escrito libera el conocimiento de los límites y libera al idioma de estructuras necesarias para apoyar la memorización.

### Capítulo 4. La página profundizada
En este capítulo Carr analiza los distintos soportes que ha tenido la escritura y su influencia en como percibimos el conocimiento y por tanto en como se configuran los circuitos neurológicos.
Los requisitos ideales del soporte para registrar de forma escrita el pensamiento profundo o una larga discusión son:
- Barato
- Abundante
- Uniforme
- De difícil deterioro
- Fácil transporte y almacenamiento
- Nos aporte suficiente espacio para expresar textos largos.
- De fácil acceso a la información concreta que quiera consultar.

Para que sea posible que la lectura provoque el pensamiento profundo es necesario también que el cerebro se rediseñe. Esto tuvo como consecuencia que los cerebros se volvieron más contemplativos, reflexivos e imaginativos.
Inicialmente el soporte fueron piedras, tablillas de madera, trozos de corteza, trozos de tela, cerámica rota, fragmentos de huesos,... Fueron los sumerios los que empezaron a usar un soporte concreto: Las tablillas de arcilla cuidadosamente preparadas que a veces estaban numeradas para que funcionaran a modo de páginas. Los egipcios utilizaron rollos obtenido a partir del papiro que a veces también se numeraban para conseguir 'páginas'. Este soporte era flexible, portátil y fácil de almacenar. Los romanos y griegos también usaron el papiro pero, debido a que no era muy fácil de cultivar en todos sus dominios, también utilizaron el pergamino hecho de cuero de cabra u oveja. La obtención de los pergaminos requería un curtido de pieles lento y laborioso. Poco después de la época de Cristo se empezaron a utilizar tablillas de cera en un marco de madera que se podía usar a modo de pizarrón lo cual permitía borrar de forma fácil y económica el escrito. Las tablillas se podían coser juntas con una tira de cuero o tela formando los primeros libros encuadernados o códices. Esta encuadernación permitía un mejor transporte y ocultación. También permitía un fácil acceso a información concreta.
Hasta aquí la lectura silenciosa era una rareza y en general se leía en voz alta. Esto era debido principalmente a dos factores:
- Inicialmente no había espacios en blanco para separar las palabras (Scriptio continua). Esto era reflejo de los orígenes orales del lenguaje escrito.
- No se prestaba mucha atención al orden de las palabra ya que en el lenguaje hablado el significado se transmite principalmente a través de la inflexión y el acento que el hablante pone en las palabras.

Todo esto provocaba una carga cognoscitiva suplementaria. En distintos experimentos se ha comprobado que una carga cognoscitiva elevada amplifica la dispersión lo cual dificulta el conocimiento y el aprendizaje profundo. De hecho frecuentemente había que releer para encontrar el sentido al rompecabezas.
Después de la caída del Imperio Romano avanza la Edad Media y va aumentando el número de letrados y el número de libros. Esto provoca la aparición de mucho conocimiento técnico que era bueno leer rápido y de forma privada y así conseguir instruirse. A principios del segundo milenio empiezan a imponerse normas a la sintaxis: Separar las oraciones en palabras, separar las palabras por espacios, normas de puntuación,... Todos estos avances alivian la tensión cognoscitiva liberando recursos que pueden ser aprovechados para la comprensión del significado y posibilitar la lectura profunda. En la lectura profunda, los silenciosos espacios que la sostenida y concentrada lectura abre, posibilita hacer nuestras asociaciones personales, sacar nuestras propias conclusiones, nuestras propias analogías y promover nuestras propias ideas.
Estos avances también facilitan la escritura. De hecho antes muchas veces los autores recurrían a dictar a escribas profesionales. Ahora los autores ya podían escribir directamente. Esto produce que las obras sean más personales y audaces dando voz a ideas no convencionales o estigmatizadas. Además los autores compiten por lograr ser leídos, esforzándose por expresar ideas y emociones con más claridad, elegancia y originalidad. Esto provoca que el vocabulario de los idiomas se expanda. Por ejemplo el inglés pasó de pocos miles de palabras a más de un millón.
La cultura comenzó a moldearse en torno a la práctica de la lectura en silencio. En las universidades se influía para que los alumnos hicieran lectura privada como complemento a clases magistrales. Aparecen bibliotecas con papel más central en la vida de la universidad y de la ciudad. Todo esto provoca una creciente industria editorial pasando de ser producida por escribanos religiosos a ser producida por talleres seculares donde los escribas trabajaban por un salario.
En 1445 Gutenberg inventa la imprenta, que convierte un oficio manual en una industria mecánica. Esta es la tecnología que permite producir libros a buen precio convirtiendo así el libro en un producto asequible y abundante.
Leer muchos libros permite contrastar el pensamiento y experiencias no solo con preceptos religiosos si no con los pensamientos y experiencias de cualquiera. Nos proporciona más variedad de hechos, opiniones e ideas. Como cada persona era libre de elegir su propio material de lectura, la memoria individual empieza a tener menos que ver con la visión social y más con una visión personal del mundo. Esto provocó agitación política y religiosa y la supremacía del método científico como medio para conseguir llegar a la verdad.
Estudios neurológicos sobre lectura de ficción han comprobado que la lectura profunda no es un ejercicio pasivo sino que es similar a lo que se produce cuando la persona lo vive o lo presencia en el mundo real.
En la primera mitad del siglo XX productos de entretenimiento, como la radio, el cine, el fonógrafo o la televisión, desplazan al libro aunque no lo reemplazan porque no pueden transmitir la letra escrita.

### Digresión sobre Lee de Forest y su increíble invento el audión
El audión, inventado por Lee de Forest, fue el primer amplificador de sonido. Permitió las transmisiones inalámbricas a larga distancia, las llamadas telefónicas internacionales, las transmisiones de radio, sistemas de megafonía, unidades de proceso y sistemas de almacenamiento de datos, etc. A partir del invento se desarrollaron una ingente cantidad de aplicaciones. Tantas que hasta el autor siente miedo de todas las aplicaciones que se pueden llegar a hacer.

### Capítulo 5. Un medio de la naturaleza más general
Millones de ordenadores interconectados de diversos tamaños y capacidades (Ej PC's, mainframes, teléfonos inteligentes, ordenadores embebidos), Internet, están subsumiendo la mayoría de nuestras tecnologías intelectuales (Ej. máquina de escribir, imprenta, mapa, reloj, calculadora, teléfono, biblioteca, radio, televisión, fotografías, videocámaras, correo). Incluso, a través de la nube, se asumen las funciones de otros ordenadores. Por eso cada vez pasamos más tiempo conectados viendo una pantalla y se reduce el tiempo que pasamos leyendo publicaciones en papel.
La red permite obtener prestaciones similares a las aportadas por los medios de comunicación tradicionales reduciendo normalmente los costes de distribución y a veces los de producción. Observar que decimos similares ya que la Red recrea el medio a su imagen y semejanza inyectándolo de hiperenlaces, fragmentándolo en secciones aptas para realizar búsquedas, o inyectando anuncios digitales. Además se rodea al contenido con contenido de otros medios absorbidos (por ejemplo incluyendo en el texto vídeos). Estos cambios modifican el modo en que usamos, experimentamos o comprendemos el contenido.
En el texto los hiperenlaces y el scroll influyen en nuestra forma de navegar por el texto (herramientas de navegación) y también en el grado de atención que le prestamos y en la profundidad de inmersión en él.
Las herramientas de búsqueda disminuyen el apego que el lector tiene al texto y este además es provisional. Además conducen a la fragmentación de las obras publicadas en línea y desincentivan cualquier consideración de la obra como un conjunto. Además las nuevas tecnologías nos inundan de información de interés muy por encima de lo que podemos manejar. La única forma de hacerle frente es mediante esas herramientas de búsqueda para que nos criben la información automáticamente.
La combinación de distintos tipos de información en una pantalla producen una fragmentación de los contenidos (texto, imágenes, vídeo, audio, gráficos interactivos,...) que interrumpe nuestra concentración. Esto junto con el uso simultáneo de distintas herramientas de comunicación (correo electrónico, WhatsApp, alertas Twitter, RSS,...) junto con el software propio del ordenador, hacen del ordenador un espacio en el que residen múltiples tecnologías que nos interrumpen continuamente disminuyendo nuestro grado de atención.

### Capítulo 6. La viva imagen del libro
Como dispositivo de lectura el libro tiene varias ventajas frente al ordenador:
- Portable
- Robusto (Por ejemplo frente a que le entre arena, a que se derrame café encima o que se siente alguien encima)
- Está siempre listo para usarse (leer).
- Más fácil de leer que una pantalla y produce menos fatiga ocular.
- Dispone de una navegación más sencilla e intuitiva
- Permite realizar de forma fácil anotaciones o subrayados.

Por otro lado los ordenadores tienen algunas ventajas:
- En general es más barato la producción y la distribución de contenidos. Por tanto permite tener unos precios más bajos
- Ocupa menos espacio. En el tamaño de un libro tradicional se pueden tener más de 1000 libros digitales almacenados.

Muchas de las ventajas del libro se van acortando debido a la mejora progresiva de los lectores digitales que van adquiriendo nuevas capacidades como:
- Las pantallas tienen cada vez más resolución
- Los dispositivos son cada vez más resistentes
- Los dispositivos son cada vez más portables
- Cada vez leer en estos dispositivos requiere menos esfuerzo para la vista
- Permiten el marcado de página
- Permiten el subrayado
- Permiten hacer anotaciones.
- Permiten tener conexión a Internet. Por esa conexión puedo por ejemplo bajar libros, descargarse notas de otros lectores, intervenir en chats, mandar correos electrónicos o realizar búsquedas.
- Tienen traductores de palabras.
- Permiten escuchar música

Con todas estas nuevas características se cambia la experiencia de leer y el modo en que leemos y como se escriben los libros para así aprovechar las capacidades de los lectores.
Con todo ello hay tendencia a perder la inmersión absoluta que se produce cuando se lee un libro ya que hay muchas posibilidades que nos distraen. Por eso nos cuesta más fijar el conocimiento.
Cuando leemos desde un ordenador el texto adquiere una naturaleza provisional ya que puede ser actualizado. Esto provoca en los creadores de contenidos una menor presión por la perfección. Es similar a lo que pasó cuando se pasó de la correspondencia tradicional a la correo electrónico.

### Capítulo 7. Mentalidad de malabarista
Varios estudios a cargo de psicólogos, neurobiólogos, educadores y diseñadores web obtienen la siguiente conclusión: Cuando usamos tecnologías de la información, entramos en un entorno que fomenta una lectura ligera, un pensamiento apresurado y distraído, un pensamiento superficial .
La Red estimula constantemente nuestros sentidos con una corriente constante de entradas como por ejemplo:
- Señales acústicas que nos anuncian llegadas de correos electrónicos o mensajes instantáneos.
- Mensajes auditivos que demandan nuestra atención por ejemplo provenientes de vídeos o animaciones que estamos visualizando
- Sensaciones que entran por nuestros dedos mientras pulsamos, tecleamos o desplazamos el cursor.
- Estímulos visuales. Estos estímulos visuales no son solo las formaciones de textos, fotografías o vídeos, sino también por ejemplo:
  - Hipervínculos dinámicos, que se distinguen del resto del texto porque suelen estar subrayados, tener otro color o porque los cursores cambian de forma según su función.
  - Botones, iconos y otros elementos visuales que piden ser pulsados, arrastrado o soltados;
  - Casillas y campos de formularios que piden ser rellenados
  - Anuncios y ventanas emergenentes que piden atender o desdeñar.

La Red proporciona un sistema de alta velocidad que entrega respuestas que funcionan a modo de recompensa -refuerzos positivos- que fomentan la repetición de esas acciones físicas y mentales. Ejemplos:
- Cuando buscamos una palabra clave en un buscador recibimos una lista de datos interesantes.
- Cuando enviamos un texto o mensaje -por ejemplo mediante correo electrónico, un chat, Facebook o Twitter- a menudo recibimos respuesta en un breve espacio de tiempo.
- Cuando colgamos algo en un blog recibimos comentarios o vínculos de otros blogueros.

La interactividad nos proporciona una potente herramienta para recabar información, expresarnos o conversar con otras personas. Observar que cuando nos comunicamos con otras personas estamos especialmente implicados en lo que estamos haciendo ya que lo que hacemos es divulgar nuestros pensamientos y de una manera u otra nuestra posición social siempre está en juego. Esto implica que nos involucremos mucho en el medio.
En resumen, la Red, a cambio de proporcionarnos migajas de reconocimiento social o intelectual, acapara nuestra atención conviertiéndonos en individuos febrilmente ocupados en interpretar y reaccionar frente a sus estímulos. Esos estímulos producen una cacofonía que nos inunda requiriendo más recursos y cortocircuitando así (no deja recursos disponibles) tanto el pensamiento consciente como el inconsciente, lo que impide a nuestra mente pensar de forma profunda o creativa. Por eso se dice que fomenta una distracción constante
Michael Merzenich, tras observar que nuestro cerebro se modifica a una escala sustancial, física y funcionalmente, cada vez que aprendemos una nueva habilidad o desarrollamos una nueva capacidad, describe a la Red como la última de una serie de especializaciones culturales a las que los seres humanos se dedican. Esta exposición, asegura, ha remodelado nuestros cerebros de forma masiva y el resultado es un cerebro diferente. Este cerebro diferente no es solo consecuencia de lo que hacemos sino también de lo que no hacemos. Cuando estamos usando las nuevas tecnologías no dedicamos este tiempo a por ejemplo leer un libro, escribir, meditar o contemplar en calma. Esto tiene consecuencias neurológicas ya que los circuitos que se usaban para esas funciones se usan menos, o quizá nunca, y por tanto se debilitan o incluso se desmoronan
Se han hecho distintos estudios sobre como se comportan nuestros cerebros con el uso de Internet y cómo afecta este uso a nuestro entendimiento e inteligencia:
- Estudios realizados por Gary Small, catedrático de Psiquiatría[5] comprobaron la actividad cerebral de los usuarios al usar Google. En una primera prueba se comprobó que la actividad de los usuarios experimentados en Google superaba con mucho a la de los usuarios noveles. Cuando se repitieron las pruebas a los novatos después de 5 días usando la Red 1 hora al día, los resultados revelaron que la actividad de los usuarios noveles ya era la misma que la de los usuarios experimentados. Otro hallazgo de los estudios fue la revelación de la diferencia en la actividad cerebral en la lectura y uso de páginas web y la de libros:

Cuando la gente usa la Red muestra un patrón de actividad cerebral muy distinta del que aparece cuando lee un libro. Cuando se lee un libro se usan regiones relacionadas con el lenguaje, la memoria y el procesamiento visual. Cuando se usa Internet se usan regiones cerebrales asociados a la toma de decisiones y la resolución de problemas. Esto es debido a que constantemente hay que evaluar y realizar elecciones (Ej. Si se pulsa un enlace, si se pulsa un botón etc.) lo cual distrae el cerebro.
- Estudios realizados por John Sweller, psicopedagogo australiano, revelan que hay 2 tipos de memoria en el cerebro: La memoria a corto plazo o memoria de trabajo y la memoria a largo plazo.

La memoria a corto plazo dura unos pocos segundos y en ella residen nuestras impresiones, sensaciones y pensamientos inmediatos. En nuestra memoria a largo plazo reside lo aprendido ya sea consciente o inconscientemente. Para que podamos pensar en algo ya aprendido, nuestro cerebro tiene que hacer una transferencia desde la memoria a largo plazo a la memoria de trabajo.
La memoria a corto plazo produce cambios en la función de las sinapsis, fortaleciendo o debilitando las preexistentes. La memoria a largo plazo requiere cambios anatómicos.
Los recuerdos a corto plazo no se convierten en recuerdos a largo plazo inmediatamente, el proceso de consolidación tarda más o menos una hora y es un proceso delicado. Por ejemplo una distracción o la ausencia de proteínas necesarias puede borrarlo de nuestra mente. La repetición de la experiencia consolida en el recuerdo. Un complejo proceso químico de marcado celular (proceso de señales químicas y procesos genéticos) fortalece las sinapsis además de estimular la formación de nuevas terminales sinápticas características de la memoria a largo plazo
La memoria a largo plazo es la sede del entendimiento. No solo almacena hechos, sino también conceptos complejos y esquemas. Al organizar datos dispersos bajo un patrón de conocimiento, estos esquemas dotan a nuestro pensamiento de profundidad y riqueza. La profundidad de nuestra inteligencia gira en torno a nuestra capacidad de transferir información de la memoria de trabajo a largo plazo entretejiendo esquemas conceptuales durante el proceso. El tránsito de la memoria de trabajo a la memoria a largo plazo forma el mayor embotellamiento del cerebro. Por eso el medio por el que nos llega la información es muy importante porque regula la velocidad y la intensidad del flujo de información que llega a la memoria de trabajo (se le llama carga cognitiva). Cuando leemos un libro, el grifo mana con un goteo constante que podemos regular con la velocidad de lectura. Gracias a nuestra concentración en el texto, podemos transferir toda nuestra información, o la mayoría, a la memoria a largo plazo creando ricas asociaciones para crear esquemas. Cuando usamos Internet la información mana a chorros y solo podemos transferir una pequeña parte y lo que transferimos es un cóctel de distintos recipientes, no una corriente continua con la coherencia de una sola fuente. Así nuestro aprendizaje se resiente y el entendimiento no pasa de somero.
Una carga cognitiva elevada (sobrecarga cognitiva) amplifica la dispersión ya que cuando forzamos la memoria de trabajo hasta su límite, se nos hace más difícil distinguir la información relevante de la irrelevante, impidiéndonos el conocimiento y el aprendizaje profundo y convirtiéndonos en descerebrados consumidores de datos. La carga cognitiva se aumenta cuanto:
- Más complejo es lo que intentamos comprender.
- Más flujo de información hay
- Más sobrecarga cognitiva innecesaria se produce. Como por ejemplo la solución de problemas superfluos o provocar división de la atención (típicamente lo que hace el uso de la Red).

- Frente a las creencias iniciales, se han hecho diversos estudios que muestran que la gente que lee texto lineal entiende más, recuerda más y aprende más que aquellos que leen texto con hiperenlaces (hipertexto).[6][7][8][9]

- Se han hecho estudios en los que mientras se mostraba el vídeo de una conferencia se permitía el uso libre de la Red de forma que podía ser utilizada para profundizar en el tema o para lo que quisiera el oyente (Ej. ver el correo electrónico).[10] Los resultados han sido que los alumnos recordaban menos el contenido de la conferencia que los que no habían utilizado la Red. Esto era independientemente de si se habían consultado documentos relacionados con la conferencia o no. Otros estudios se han hecho incluyendo en el vídeo de la conferencia infografía o teletipos para reforzar la información de la misma.[11] El resultado ha sido que los oyentes recordaban peor el contenido de la conferencia

- Frente a las creencias iniciales, se han hecho diversos estudios que muestran que los personas lectoras de contenido hipermedia (combinación de hipertexto con tecnologías multimedia como imágenes, sonido y animación) tienen, en general, una menor compresión y aprendizaje que los que leen texto lineal.[12] La división de atención, en general, que exige lo multimedia sobrecarga aún más nuestras capacidades cognitivas, lo cual disminuye nuestro aprendizaje y debilita nuestro entendimiento. Esta aseveración hay que matizarla ya que hay casos en los que combinaciones de texto con ilustraciones o imágenes pueden ayudarnos a clarificarnos y reforzar las explicaciones escritas. También se ha descubierto que presentaciones bien diseñadas que combinan explicaciones o instrucciones auditivas con otras visuales pueden aumentar el aprendizaje. Hay teorías[13] que explican esto estableciendo la teoría de que nuestros cerebros usan canales diferentes para procesar lo que vemos y lo que oímos. La memoria de trabajo auditiva es distinta de la memoria de trabajo visual, al menos en cierta medida; y puesto que son distintas la memoria de trabajo puede aumentarse usando ambos procesadores en lugar de uno solo, mitigando así el efecto de la atención dividida. Sin embargo, en general, Internet no está bien diseñado para optimizar el aprendizaje. Es un batiburrillo, que suele incluir incluso publicidad, que fragmenta la concentración.

- En 1879, Louis Émile Javal descubre que cuando la gente lee sus ojos no recorren el texto de manera fluida. El foco visual avanza en saltitos (saccades), breves paradas en puntos diferentes de la línea. El patrón de estos saltitos puede variar mucho en función de lo leído y del lector. En 2006 Jakob Nielsen[14][15] realizó un estudio de movimientos oculares de los usuarios de la Red (patrón de lectura online) y comprobó que nadie lee el texto en pantalla línea a línea, la mayoría echa una ojeada con la que escanea la pantalla en un patrón que seguía aproximadamente el trazo de la letra 'F'. Además comprobó que a medida que aumentaba el número de palabras por página web, aumentaba el tiempo que el visitante pasaba mirándola pero no aumentaba tanto como debiera. Más que leer el contenido, cuando 'leemos en Internet' lo que hacemos es escanear o rastrear información saltando rápidamente de una página a otra (navegando). Se busca el titular, el resumen, la palabra clave, se rastrea el texto haciendo una lectura aleatoria, ni lineal ni fija.

El tiempo que se dedica a la lectura en profundidad concentrada se reduce, lo que antes era un medio orientado a identificar información para su estudio más detallado, se está convirtiendo en un fin en sí mismo: Nuestra manera de identificar información de todo tipo y dotarla de sentido. ¿Para qué molestarse, cuando en una fracción de segundo puede uno buscar en Google los fragmentos que necesite?. Sustituimos conocimiento real, en profundidad de la materia, por conocimiento sobre como localizar el conocimiento. El primer tipo de conocimiento es el que nos permite construir con nuestra mente el conjunto de conexiones que alumbran una inteligencia singular.
- Hay estudios que demuestran que el uso de la red fortalece ciertas habilidades cognoscitivas como la coordinación ojo-mano, la respuesta refleja, el procesamiento visual de señales, agilidad a la hora de realizar múltiples tareas, distinguir rápidamente entre señales informativas en mutua competencia, analizar sus características más sobresalientes y juzgar si nos depararán algún beneficio práctico para cualquier tarea en la que estemos involucrados.

Las nuevas tecnologías son sistemas de interrupción que dividen la atención. Ello no resulta solo de su capacidad para mostrar simultáneamente muchos medios diferentes. También es consecuencia de que facilitan la interactividad y permiten fácilmente tener muchos flujos de informativos (como correo electrónico, mensajes instantáneos, agregadores de noticias, Twitter, actualizaciones de software, nuevos vídeos de YouTube y en general cualquier programación que se haga para monitorizar eventos y enviar automáticamente mensajes y notificaciones) con un consiguiente coste cognitivo alto ya que cada vez que cambiamos la atención obligamos a nuestro cerebro a reorientarse lo que tiene un coste cognitivo elevado que sobrecarga aún más los recursos mentales. Esto es especialmente grave cuando la memoria de trabajo ya está sobrecargada debido a que la tarea en la que estaba dedicada ya era compleja. En general, el resultado es que hay una dispersión de nuestra atención que debilita nuestro entendimiento y deliberación. Esto provoca ser más proclive a aceptar las ideas y soluciones más convencionales en lugar de cuestionarlas recurriendo a líneas de pensamiento originales.
Dada la plasticidad de nuestro cerebro, sabemos que nuestros hábitos en línea continúan reverberando cuando no estamos en línea. Experimentos han demostrado que los usuarios habituales de tecnologías de la información se dejan distraer mucho más fácilmente por estímulos irrelevantes del entorno, tenían un control menor sobre el contenido de su memoria de trabajo y, en general, eran mucho menos capaces de mantener su concentración en una tarea concreta

### Digresión sobre el crecimiento de las puntuaciones en los tests de inteligencia
J. Flynn descubrió que los resultados en los Test de inteligencia han ido en constante aumento a lo largo del siglo prácticamente en todas partes (efecto Flynn). Más o menos tres puntos por década desde la Segunda Guerra Mundial.
Este aumento probablemente refleja cambios en la sociedad más que en ningún suceso de tecnología reciente. En general se ha reducido el tamaño de las familias, ha aumentado la urbanización, ha mejorado la nutrición, la educación se ha hecho obligatoria y por motivos económicos, tecnológicos y educativos se ha pasado de un mundo donde la inteligencia se aplicaba a la resolución de problemas concretos (de la naturaleza, de la granja o de la fábrica) a aplicarla a la clasificación, la correlación y en general al razonamiento abstracto
Analizando los resultados en distintos de pruebas se ha observado que se ha mejorado el desempeño en pruebas de rotación mental de formas geométricas, identificación de similitudes entre objetos dispares, ordenamiento de polígonos en secuencias lógicas. Las pruebas de memorización, vocabulario, cultura general y aritmética básica han mostrado poco o nula mejora.

### Capítulo 8. La Iglesia de Google
Hoy día la empresa Google tiene el dominio sobre el flujo de la información digital ya que es el proveedor de los principales instrumentos de navegación por la Red. La forma en la que obtiene sus beneficios conforma la relación que tenemos con ese contenido que nos sirve. Los beneficios de Google están ligados a la velocidad con que las personas consumen información. Cuanto más naveguemos dentro de sus dominios (más enlaces pulsemos), más oportunidades tendrá Google de conocernos mejor y de ofrecernos anuncios que nos interesen. Google se dedica a convertir nuestra distracción en dinero.
Para ello Google está optimizándose constantemente para ofrecernos mejor servicios:
- Pone especial atención en la información novedosa. Es más probable que la información no la sepa el usuario y además es más probable que no la tenga la competencia. Para evaluar la relevancia ya no se usa solo mirar los enlaces a él. Hay otras 200 señales que también se miran. Uno de ellos y de los más importantes es la frescura. Para ello explora frecuentemente la red para capturar los sitios con contenido nuevo o actualizado. Su objetivo es tener actualizada su BBDD con todo el contenido en tiempo real
- Pone atención en mostrar la información cuanto más pronto mejor.
- Ofrece múltiples servicios útiles que nos enganchen atrapando al usuario.
- Le interesa que la información sea gratuita para que sus servicios sean más baratos y se usen más sus servicios
- Interesado en digitalizar distintos medios (YouTube, digitalización de libros,..). Para disponer de la mayor cantidad de conocimiento disponible y atrapar al usuario

El objetivo de Google es tener toda la información, clasificarla y dispensarla en fragmentos con anuncios como guarnición.
Un claro ejemplo de la avidez de información fue cuando inició el proyecto de digitalizado intensivo de libros con métodos de alta velocidad y no destructiva. Para acelerar el proceso no pidió permiso a los poseedores del copyright vigente. Era el propietario del derecho el que tenía que solicitar no ser incluido. Esto provocó demandas legales de autores y editores. Google contraatacó con una campaña de concienciación de los beneficios sociales de su trabajo. Después de 3 años y 7 millones de libros digitalizados se llegó a un acuerdo en el que se daba a los autores y editores 125 millones de dólares y se les establecía una parte de los ingresos por publicidad que se genereran. Por otro lado a Google se le permitía vender el acceso a su BBDD a organismos institucionales. Esto creó mucha polémica porque le daba propiedad a Google de los libros huérfanos (derechos de autor desconocidos o ilocalizables) y porque la posesión de toda esa cantidad de información permitiría poner muy caro el precio de consultar su BBDD llegando a producir restricciones sobre el flujo de conocimiento. A finales de 2009 el acuerdo se había roto y las partes intentaban recabar apoyos.
Todo este conflicto pone de manifiesto que los libros se van a digitalizar debido a las importantes ventajas que la digitalización aporta. El problema está en el control y la comercialización de dicha BBDD. Esta digitalización provocará que:
- Se suplantarán muchos libros físicos
- Se descuarticen los libros sacrificando la cohesión del texto, la linealidad del argumento o narrativa y se les añadirán anzuelos para pescar la atención de los lectores (enlaces, herramientas, etiquetas,..)

Al leer desde la pantalla podremos leer el contenido pero ya no estaremos orientados hacia una compresión profunda del texto.

### Capítulo 9. Busca, memoria
Efectos de la escritura y la lectura de lo que otros han escrito:
- La lectura profunda alenta el almacenamiento de información impresa en la memoria.
- La proliferación de escritos proporcionan a la gente un mayor caudal de hechos, opiniones, ideas y narraciones. Todo esto aumenta la libertad de la persona para trazar su propio curso de lectura, definir su propio programa. De esta forma la memoria individual empieza a tener menos que ver con una construcción social determinada.
- Poco a poco los individuos se vuelven menos dependientes de los contenidos de su propia memoria. No hay que memorizar, se puede consultar. Basta con tener una forma de buscar y encontrar eficazmente ya sea usando la memoria o con una herramienta de búsqueda. Parece que ya no es tan necesario aprender sino saber como encontrar cuando se necesite. Este proceso se ha acelerado con la introducción de nuevos medios de almacenamiento y grabación y finalmente con la aparición de la Red. Sin embargo, aprender cosas y recordarlas facilita el aprendizaje en el futuro, hace a la mente más inteligente y marca nuestra personalidad y socialmente nuestra cultura. Distintos experimentos[20] muestran que esto se debe a que el proceso de creación de la memoria a largo plazo en el cerebro humano es muy distinto a como funciona la memoria en un ordenador: Un ordenador absorbe la información e inmediatamente la guarda en su memoria, el cerebro humano, sin embargo, procesa la información varias veces y algunas mucho después de haberla recibido. La calidad de los recuerdos depende de cómo se haga ese procesamiento-reprocesamiento de la información. El acto mismo de evocar un recuerdo parece reiniciar todo el proceso de consolidación, incluida la generación de proteína para formar las nuevas terminales sinápticas. La memoria biológica está viva. La memoria informática no. Además, a diferencia de un ordenador, el cerebro humano normal nunca llega a un punto en el que ya no puede aprender más.[21][22] Las pruebas además sugieren que a medida que construimos nuestro almacén de recuerdos personales, nuestras mentes se vuelven más agudas. El mismo acto de recordar parece modificar el cerebro de tal manera que facilita el aprendizaje de nuevas ideas y habilidades en el futuro.[23]

La clave para que una cosa sea consolidada en la memoria es la atención. Almacenar los recuerdos y establecer conexiones entre ellos, requiere una gran concentración mental, amplificada por la repetición o por un intenso compromiso intelectual o emocial. Si nuestra memoria de trabajo no da abasto para toda la información, ésta no perdurará en la memoria a largo plazo. La afluencia de mensajes en mutua competencia que recibimos cuando entramos en Internet hacen mucho más difícil la concentración de nuestra atención en una sola cosa. Dificulta que empiece siquiera el proceso de consolidación en la memoria. Además, gracias a la neuroplasticidad, cuanto más usemos Internet más entrenamos nuestro cerebro para distraerse, para procesar la información más rápidamente y de manera muy eficiente, pero sin atención sostenida.
La Red proporciona un suplemento para la memoria personal, pero si la usamos como sustituto, sin pasar por el proceso interno de consolidación, nos arriesgamos a ser menos inteligentes (y por tanto menos críticos) y cambiar nuestra personalidad y, extrapolando a la sociedad, nuestra cultura.

### Digresión sobre la escritura de este libro
El autor relata las dificultades encontradas para escribir el libro que achaca al uso intensivo que ha hecho de las nuevas tecnologías. Tuvo que hacer muchos esfuerzos para no dejar que las interrupciones le dispersaran y conseguir concentración. Para ello tuvo que apartarse un poco de las nuevas tecnologías. También comenta que es fácil recaer debido a todos los beneficios que las nuevas tecnologías nos aportan de forma inmediata.

### Capítulo 10. Algo como yo
Este capítulo estudia distintas opiniones y estudios sobre el impacto que sobre el individuo y la humanidad en general puede tener el uso de las tecnologías de la información.
Joseph Weizenbaum creador de ELIZA, programa que habla con interlocutores humanos, escribió 'La frontera entre el ordenador y la mente'. En este libro alerta de que nuestra vida intelectual y social, al igual que nuestras rutinas industriales pueden acabar reflejando la forma que el ordenador les impone. Ello es debido a que las nuevas tecnologías son una tecnología intelectual como el mapa o el reloj, que alteran la percepción que el hombre tiene de la realidad sobre las que el hombre construye su mundo. Al pasar por cada vez más experiencias vitales a través de las nuevas tecnologías podríamos perder nuestra humanidad, lo que menos tenemos de computable: Las experiencias que conforman nuestra memoria y nuestro pensamiento, nuestra capacidad para las emociones y la empatía.
Para evitarlo Joseph Weizenbaum propone negarse a delegar en los ordenadores lo más humano de nuestras actividades mentales e intelectuales, en particular, aquellas que requieren sabiduría.
Marshall McLuhan aseveraba que nuestras herramientas acaban por adormecer cualquiera de las partes de nuestro cuerpo que amplifican. Un ejemplo de esto sería el uso del GPS que debilita la capacidad de aprender las vías de la ciudad.
Christof Van Nimwegen realizó una serie de experimentos en los que sacó la conclusión de que a medida que externalizamos la resolución de problemas y otras tareas cognitivas a nuestros ordenadores, vamos reduciendo la capacidad de nuestro cerebro para construir estructuras estables de conocimiento que luego puedan aplicarse a nuevas situaciones. Podríamos decir que cuanto más inteligente es el ordenador más tonto es el usuario.
Estudios realizados por James Evans observan que, pese a la mayor disponibilidad de información que produce Internet, en los artículos académicos cada vez se citan menos artículos y cada vez se citan los mismos trabajos de forma recurrente. Es decir, se está produciendo una reducción de la ciencia y la erudición. Esto se explica porque las herramientas de filtrado automatizado de información (Ej buscadores):
- Tienden a servir como amplificadores de la popularidad, que luego refuerzan continuamente el consenso acerca de que información es importante y cual no lo es.
- Hacen que no se consulten trabajos relacionados marginalmente con el tema principal que antes se examinaban cuando se hojeaban las revistas o libros. Estos trabajos permitían hacer ideas más completas.

Distintos estudios avalan que cuanto más distraídos estamos nos volvemos menos capaces de experimentar las formas más sutiles y más claramente humanas de la empatía, la compasión y otras emociones. Hay que dejar pasar el tiempo y la reflexión.

### Epílogo: Los elementos humanos
En este capítulo comenta la intención de Edexel de crear un programa que califique las redacciones de prueba de dominio de un idioma. Este programa no reconocería los estudiantes que se salgan de las convenciones porque brille en ellos la chispa del ingenio. De esta forma no habría margen para la innovación y el ingenio. Solo habría espacio para seguir el guion.